# سانتا ماریا د مارتریس
سانتا ماریا د مارتریس (به اسپانیایی: Santa Maria de Martorelles) یک شهرستان در اسپانیا است.

## خصوصیات
سانتا ماریا د مارتریس ۴٬۴۹ کیلومترمربع مساحت و ۸۳۹ نفر جمعیت دارد.